# Rödbrun sorgtyrann
Rödbrun sorgtyrann (Rhytipterna holerythra) är en fågel i familjen tyranner inom ordningen tättingar.

## Utseende och läte
Rödbrun sorgtyrann är en roströd medelstor flugsnapparliknande fågel med slank näbb. Lätet är distinkt, en långsam vissling som ges vid oregelbundna intervaller och som lätt kan härmas. Förväxlingsrisk finns med rostpihan, men denna har ett buskigare ansikte, ljusare strupe och mycket annorlunda läte.

## Utbredning och systematik
Rödbrun sorgtyrann delas in i två underarter:
- Rhytipterna holerythra holerythra – förekommer i låglandet vid Mexikanska Golfen i sydöstra Mexiko (Veracruz) och vidare söderut till norra Colombia
- Rhytipterna holerythra rosenbergi – förekommer från västra Colombia (södra Chocó och Nariño) till nordvästra Ecuador

## Levnadssätt
Rödbrun sorgtyrann hittas i fuktiga tropiska låglänta skogar. Den föredrar de mellersta och övre skikten i skogen. Där kan den sitta stilla i långa perioder, för att plötsligt göra utfall för att fånga insekter och andra smådjur.

## Status och hot
Arten har ett stort utbredningsområde, men tros minska i antal, dock inte tillräckligt kraftigt för att den ska betraktas som hotad. Internationella naturvårdsunionen IUCN listar arten som livskraftig (LC). Beståndet uppskattas till i storleksordningen 50 000 till en halv miljon vuxna individer.